# Секретний агент (фільм, 1996)
«Секретний агент» (англ. The Secret Agent) — британський трилер 1996 року режисера Крістофера Гемптона за однойменним романом Джозефа Конрада (1907). У головних ролях знялися Боб Госкінс, Патриція Аркетт та Жерар Депардьє. Прем'єра фільму відбулася 7 вересня 1996 року в рамках міжнародного кінофестивалю в Торонто.

## Сюжет
Лондон, кінець ХІХ ст. Молода дівчина Вінні одружується з крамарем Верлоком, набагато старшим за неї. Основна причина шлюбу — турбота про недоумкуватого, невинного брата Стіві. Ніхто в сім'ї не знає, що Верлок є таємним агентом, який працює на росіян. Чергове його завдання — закласти бомбу в Гринвіцькій обсерваторії. Верлок неохоче погоджується на це завдання, але у нього немає виходу — від цього залежить його добробут і добробут його дружини, яку він щиро любить. Він купує бомбу у «Професора», одного з анархістів, який постійно носить із собою вибухівку на випадок спіймання поліцією, і бере із собою на завдання Стіві під приводом, що той поживе у друзів за містом.
Відбувається нещасний випадок, і посланий закласти бомбу Стіві гине від вибуху. Розслідуванням починає займатися старший інспектор Гіт, який виявляє таємний зв'язок керівництва Скотланд-Ярду з росіянами. Тим часом Верлок із важким серцем повертається додому. Він не знає, як повідомити дружину про смерть її брата. Зрештою, він зізнається їй у цьому, і Вінні вбиває його ножем. Зібравши всі гроші, вона втікає за допомогою анархіста Оссипона, який бере на зберігання її гроші, але втікає з ними. Пізніше з газет він дізнається, що жінка на поромі вчинила самогубство. Впевнений у необхідності знищення «слабких» людей, анархіст «Професор» підриває себе в ринковому натовпі.

## У ролях
| Актор             | Роль               |
| ----------------- | ------------------ |
| Боб Госкінс       | Верлок             |
| Патриція Аркетт   | Вінні              |
| Крістіан Бейл     | Стіві              |
| Жерар Депардьє    | Оссипон            |
| Робін Вільямс     | Професор           |
| Джим Бродбент     | інспектор Гіт      |
| Роджер Геммонд    | містер Міхаеліс    |
| Едді Іззард       | Владимір           |
| Роберт Янг        | Марвін             |
| Невілл Філліпс    | продавець квитків  |
| Елізабет Спрінггс | мати Вінні і Стіві |
| Пітер Вон         | візник             |
| Джуліан Ведем     | помічник комісара  |

## Номінації
1996 — Кінофестиваль у Мар-дель-Плата: номінація на найкращий фільм.